# Lichterfelde, Stendal
Lichterfelde là một đô thị thuộc huyện Stendal, bang Sachsen-Anhalt, Đức. Đô thị Lichterfelde, Stendal có diện tích 18,84 km², dân số thời điểm ngày 31 tháng 12 năm 2006 là 311 người.